# 信心
信心（英語：Confidence，源自拉丁語“fidere”，意指“信任”）是一種心理狀態，無論是假設或預測是正確的，還是選擇的行動方案是最好的或最有效的。 因此，自信就是對自己的信任。傲慢或自大是一種自信狀態—相信某事或某人有能力或正確，而實際上他們沒有能力。過度自信或狂妄是過度相信某人（或某事）會成功，而不考慮失敗。自信可以是一種自我實現的預言。
自信的概念通常用作對個人判斷、能力、權力等方面的信心。一個人的自信心從成功完成特定活動的經驗中增加。 一種積極的信念是，在未來，人們通常可以完成自己想做的事情。自信與自尊不同，自尊是對自己價值的評估，而自信更具體地說是對自己實現某個目標的能力的信任；一項薈萃分析表明，這類似於對自我效能的概括。 亞伯拉罕·馬斯洛 (Abraham Maslow) 和他之後的許多研究者都強調需要區分作為普遍人格特徵的自信與針對特定任務、能力或挑戰（即自我效能）的自信。阿爾伯特·班杜拉 (Albert Bandura) 將自我效能定義為“相信自己有能力在特定情況下取得成功或完成任務”，因此該術語更準確地指代特定的自信。心理學家早就注意到，一個人可以擁有自信，認為他或她可以完成特定的任務（自我效能）（例如做一頓美餐或寫一本好小說），即使他們可能缺乏普遍的自信，或者相反儘管他們缺乏完成特定任務（例如寫小說）的自我效能感，但仍要自信。然而，這兩種自信是相互關聯的，因此很容易混為一談。